# 家族八景
『家族八景』（かぞくはっけい）は、日本の小説家・筒井康隆のSF小説。また、それを原作とした漫画、およびテレビドラマ。

## 概要
1970年から1971年にかけて『小説新潮』『別冊小説新潮』に掲載された1話完結の8編の短篇小説からなる。それぞれの短編のタイトルは、「無風地帯」「澱の呪縛」「青春讃歌」「水蜜桃」「紅蓮菩薩」「芝生は緑」「日曜画家」「亡母渇仰」。後に続編として執筆された『七瀬ふたたび』『エディプスの恋人』をあわせた「七瀬シリーズ」「七瀬三部作」のひとつ。
第67回直木賞候補作。筒井にとっても3度目にして最後の直木賞候補だった。司馬遼太郎が『朝日新聞』記者に本命視することを示唆し、下馬評が高いことから筒井も期待していたが落選、井上ひさしと綱淵謙錠が受賞した。

## あらすじ
18歳の火田七瀬は人の心を読めてしまう精神感応能力者（テレパス）の女性である。高校卒業後、住み込みのお手伝いとなり様々な家庭を転々とする。家族それぞれの内面を読んでしまうことで、行く先々の家庭に亀裂や事件を起こしてしまう。女性として肉体的成熟を迎えて性的な関心を向けられるようになり、20歳を迎える最終話でお手伝いをやめることを決意する。

## 漫画
1977年、『天才バカボン』の連載を終えた赤塚不二夫に原作付きの作品を描かせるという企画の一環で、『ハウスジャックナナちゃん』のタイトルでマンガ化された。『週刊少年マガジン』12月11日号から12月25日号にかけての連載で、「澱の呪縛」「日曜画家」「亡母渇仰」を原作とした全3話。作品には『バカボン』のバカボンのパパが御用聞き役で登場している。他に牛次郎の『建師ケン作』、遠藤周作の『おばかさん』をマンガ化していた。
山崎さやか（現山崎紗也夏）が『七瀬ふたたび』をコミカライズした『NANASE』第4巻巻末に「Another episode : 死を待つ家」のタイトルで『家族八景』の一部エピソードも番外編として漫画化した。
2007年から2008年にかけて、清原なつのの作画により角川書店『コミックチャージ』誌上で全8話がマンガ化された。単行本はチャージコミックスから上下巻の全2巻が出た。

## テレビドラマ

### 1979年版
1979年2月25日にTBS系列の『東芝日曜劇場』にて「芝生は緑」（しばふはみどり）のタイトルで放送された。七瀬シリーズの初映像作品で、七瀬役は多岐川裕美が演じた。多岐川によると、シャワーを浴びると人の心が読めるという設定でコメディー調のドラマだったという。
NHKの少年ドラマシリーズで放送されたシリーズ続編『七瀬ふたたび』で多岐川は七瀬役を演じており、『東芝日曜劇場』の話があった際、多岐川の七瀬を気に入った原作者の筒井が推薦したことで再び七瀬を演じることになったという。少年ドラマシリーズ版『七瀬ふたたび』は『東芝日曜劇場』よりも後の放送だったが、実際には先に制作されたものである。

#### キャスト（1979年版）
- 火田七瀬 - 多岐川裕美
- 高木輝夫 - 山本学
- 高木直子 - 佐藤オリエ
- 市川省吾 - 中丸忠雄
- 市川秀子 - 白川由美
- 渡辺安子
- 阿部弥一郎

#### スタッフ（1979年版）
- 原作：筒井康隆『家族八景』（新潮社）
- 脚本：キノトール
- 音楽：田村洋
- 演出：岸本能夫
- プロデューサー：渡瀬一男
- 制作：RKB毎日放送

### 1986年版
1986年1月30日に、フジテレビ系列の木曜ドラマストリート枠にて『家族八景 18歳の家政婦は見た!! すべての秘密は今暴かれる?』（かぞくはっけい 18さいのかせいふはみた すべてのひみつはいまあばかれる）のタイトルで放送され、七瀬役は堀ちえみが演じた。

#### キャスト（1986年版）
- 火田七瀬 - 堀ちえみ
- 桐生照子 - 丹阿弥谷津子
- 桐生勝美 - 山谷初男
- 桐生竜一 - 岡本富士太
- 桐生綾子 - 中村晃子
- 桐生新二 - 寺泉憲
- 桐生菊子 - 根本律子
- 神波兼子 - 石井富子
- 神波浩一郎 - 沼田爆
- 先輩家政婦 - 山田スミ子、浅利香津代
- 定年退職した男 - 奥村公延
- スリ - 不破万作
- 火田精一郎 - 大石吾朗
- 友愛家政婦紹介所所長 - 初井言榮
- 井出一男
- 望月太郎
- 山本倫子
- 伊藤智之
- 黒須宣子
- 樋口五郎
- 山下カオリ
- 大西まり子
- 七村美佳子
- 清藤めぐみ
- 藤田一夫
- 近藤花恵

#### スタッフ（1986年版）
- 原作： 筒井康隆『家族八景』（新潮社）
- 脚本： 剣持亘
- 音楽： 小六禮次郎
- 演出： 山本邦彦
- 製作：大映テレビ、フジテレビ

### 2012年版
2012年1月より、毎日放送（MBS）制作・TBS系列の深夜ドラマ枠にて『家族八景 Nanase,Telepathy Girl's Ballad』（かぞくはっけい ナナセ・テレパシー・ガールズ・バラッド）のタイトルで放送された。木南晴夏は本作が連続ドラマ初主演となる。
七瀬が心の声を読むシーンでは、七瀬には勤務先の家の人々の心の声がただ聞こえるだけでなく、第1話では裸になっているなど毎回何らかの奇妙な姿に変わって見え、その人の本心がより具体的に現れる演出となっている。事前番宣番組『異色の新ドラマ!! 家族八景 Nanase,Telepathy Girl's Ballad Navi〜家政婦の火田はミタSP〜』の中で、堤幸彦が自身なりの解釈をしたポイントとして語っている。心を読まれた人の内面の声は木南が担当する。七瀬の年齢はこのドラマでは20歳に設定されている。他の登場人物にも原作と異なる年齢設定がある。
第7話「知と欲」は原作にはないエピソードとして追加されている。また各エピソードの順序も原作とは異なっており、原作最終話は「亡母渇仰」であったが、ドラマ版では「芝生は緑」となっている。
2012年2月10日、16日、23日の3回にわたってニコニコ生放送で『家族八景Presents 七瀬の夜語り』と題したトーク番組が配信され、木南晴夏とゲストが出演して撮影の裏話などを語った。ゲストは、佐藤二朗（2月10日）、大月俊倫（2月16日）、堤幸彦（2月23日）。
メイキングを収録した映像特典付きのブルーレイとDVDが期間限定版として2012年6月6日に発売。

#### キャスト（2012年版）
主人公
- 火田 七瀬 (20) / 心の声 - 木南晴夏

ゲスト
- 第1話
  - 尾形 咲子 (44) - 葉山レイコ
  - 尾形 叡子 (22) - 水崎綾女
  - 尾形 潤一 (20) - 木村了
  - 尾形 久国 (50) - 西岡徳馬
  - 節子 (28) - 星野あかり
  - 木田 (24) - 栗城秀

- 第2話
  - 桐生 勝美 (57) - 田山涼成
  - 桐生 照子 (59) - 千葉雅子
  - 桐生 竜一 (31) - 正名僕蔵
  - 桐生 綾子 (29) - 佐藤寛子
  - 桐生 忠二 (17) - 須賀健太
  - 桐生 彰 (7) - 池澤巧

- 第3話
  - 神波 浩一郎 (50) - 橋本じゅん
  - 神波 兼子 (46) - 清水ミチコ
  - 神波 慎一 (23) - 山本浩司
  - 神波 明夫 (21) - 浜野謙太
  - 神波 道子 (17) - 茜音
  - 神波 良三 (16) - 岡本拓朗
  - 神波 敬介 (14) - 野口翔馬
  - 神波 五郎 (8) - 武井祐人
  - 神波 悦子 (5) - 末原一乃
  - 神波 六郎 (4) - 藤木夢現

- 第4話
  - 河原 寿郎 (45) - 堀部圭亮
  - 河原 陽子 (38) - 小沢真珠
  - 修 (25) - 未来弥

- 第5話
  - 根岸 新三 (36) - 眞島秀和
  - 根岸 菊子 (29) - 井村空美
  - 若い女 - 河原実乃梨
  - 赤ん坊 - 小安正笑 / 佐藤美月

- 第6話
  - 竹村 天洲 (52) - 矢島健一
  - 竹村 登志 (45) - 石野真子
  - 竹村 克己 (21) - 菊田大輔
  - 梶原 里子 - 八代みなせ
  - 落合 美佐 - 真凛

- 第7話
  - 山崎 潤三郎 (77) - 本田博太郎
  - 山崎 洋司 (42) - 鈴木一真
  - 遠藤 恵理 (31) - 阿部真里
  - 大藪 満寿夫 (48) - 徳井優

- 第8話
  - 清水 信太郎 (36) - 黄川田将也
  - 清水 幸江 (30) - 東風万智子
  - 清水 恒子 (55) - 宍戸美和公
  - 清水 茂蔵 (50) - 佐藤二朗
  - 飯田 幸弘 (35) - 骨川道夫
  - 清水 重良 (30) - 和知大祐
  - 葬儀屋 - 松岡哲永
  - 怪しい男 - 入月謙一
  - 里山 - 種子
  - 小森 - おのさなえ
  - 坊主 - 池内直樹
  - スーパーの客 - 勝平ともこ

- 第9 - 10話
  - 市川 省吾 (37) - 西村和彦
  - 市川 季子 (34) - 星野真里
  - 高木 輝彦 (40) - 大河内浩
  - 高木 直子 (37) - 野波麻帆

#### スタッフ（2012年版）
- 原作：筒井康隆『家族八景』（新潮社）
- 脚本：佐藤二朗、池田鉄洋、前田司郎、江本純子、上田誠
- 音楽：野崎良太（Jazztronik）
- 主題歌：南波志帆「少女、ふたたび」（ポニーキャニオン）
- EDダンサー：川名咲貴
- 企画：大月俊倫、菅井敦、丸山博雄
- プロデューサー：平部隆明、神康幸、竹園元、深迫康之
- 監督：堤幸彦、深迫康之、白石達也、高橋洋人、藤原知之
- 制作：ホリプロ
- 制作協力：オフィスクレッシェンド
- 製作：「家族八景」製作委員会、MBS

#### 放送リスト
| 話数   | 放送局 | 放送日        | サブタイトル         | 脚本     | 演出     |
| ------ | ------ | ------------- | -------------------- | -------- | -------- |
| 第1話  | MBS    | 2012年1月19日 | 無風地帯             | 佐藤二朗 | 堤幸彦   |
| 第1話  | TBS    | 2012年1月24日 | 無風地帯             | 佐藤二朗 | 堤幸彦   |
| 第2話  | MBS    | 2012年1月26日 | 水蜜桃               | 佐藤二朗 | 堤幸彦   |
| 第2話  | TBS    | 2012年1月31日 | 水蜜桃               | 佐藤二朗 | 堤幸彦   |
| 第3話  | MBS    | 2012年2月2日  | 澱の呪縛             | 池田鉄洋 | 白石達也 |
| 第3話  | TBS    | 2012年2月7日  | 澱の呪縛             | 池田鉄洋 | 白石達也 |
| 第4話  | MBS    | 2012年2月9日  | 青春讃歌             | 江本純子 | 高橋洋人 |
| 第4話  | TBS    | 2012年2月14日 | 青春讃歌             | 江本純子 | 高橋洋人 |
| 第5話  | MBS    | 2012年2月16日 | 紅蓮菩薩             | 佐藤二朗 | 深迫康之 |
| 第5話  | TBS    | 2012年2月21日 | 紅蓮菩薩             | 佐藤二朗 | 深迫康之 |
| 第6話  | MBS    | 2012年2月23日 | 日曜画家             | 佐藤二朗 | 白石達也 |
| 第6話  | TBS    | 2012年2月28日 | 日曜画家             | 佐藤二朗 | 白石達也 |
| 第7話  | MBS    | 2012年3月1日  | 知と欲               | 前田司郎 | 深迫康之 |
| 第7話  | TBS    | 2012年3月6日  | 知と欲               | 前田司郎 | 深迫康之 |
| 第8話  | MBS    | 2012年3月8日  | 亡母渇仰             | 前田司郎 | 藤原知之 |
| 第8話  | TBS    | 2012年3月13日 | 亡母渇仰             | 前田司郎 | 藤原知之 |
| 第9話  | MBS    | 2012年3月15日 | 芝生は緑〜市川家編〜 | 上田誠   | 堤幸彦   |
| 第9話  | TBS    | 2012年3月20日 | 芝生は緑〜市川家編〜 | 上田誠   | 堤幸彦   |
| 第10話 | MBS    | 2012年3月22日 | 芝生は緑〜高木家編〜 | 上田誠   | 堤幸彦   |
| 第10話 | TBS    | 2012年3月27日 | 芝生は緑〜高木家編〜 | 上田誠   | 堤幸彦   |

#### ネット局
| 放送対象地域   | 放送局             | 放送期間                 | 放送日時                 | 備考      |
| -------------- | ------------------ | ------------------------ | ------------------------ | --------- |
| 近畿広域圏     | 毎日放送（MBS）    | 2012年1月19日 - 3月22日  | 木曜 24時55分 - 25時25分 | 製作局    |
| 石川県         | 北陸放送（MRO）    | 2012年1月23日 - 3月26日  | 月曜 24時55分 - 25時25分 | 4日遅れ   |
| 関東広域圏     | TBSテレビ（TBS）   | 2012年1月24日 - 3月27日  | 火曜 24時55分 - 25時25分 | 5日遅れ   |
| 岡山県・香川県 | 山陽放送（RSK）    | 2012年1月26日 - 3月29日  | 木曜 24時55分 - 25時25分 | 7日遅れ   |
| 熊本県         | 熊本放送（RKK）    | 2012年1月30日 - 4月2日   | 月曜 24時55分 - 25時25分 | 11日遅れ  |
| 静岡県         | 静岡放送（SBS）    | 2012年2月2日 - 4月5日    | 木曜 25時35分 - 26時05分 | 14日遅れ  |
| 北海道         | 北海道放送（HBC）  | 2012年2月7日 - 4月10日   | 火曜 23時50分 - 24時20分 | 19日遅れ  |
| 鹿児島県       | 南日本放送（MBC）  | 2012年2月28日 - 5月1日   | 火曜 24時10分 - 24時40分 | 40日遅れ  |
| 高知県         | テレビ高知（KUTV） | 2012年3月20日 - 5月22日  | 火曜 23時50分 - 24時20分 | 61日遅れ  |
| 岩手県         | IBC岩手放送（IBC） | 2012年4月12日 - 6月21日  | 木曜 24時55分 - 25時25分 | 84日遅れ  |
| 長野県         | 信越放送（SBC）    | 2012年9月27日 - 11月30日 | 木曜 23時50分 - 24時20分 | 252日遅れ |

## 実現しなかった映像化
1978年にNHKからテレビドラマ化の申し入れがあったが、ホームドラマとすることに筒井側が難色を示して断ったという。1985年にも、角川書店の角川映画で原田知世主演により映画化する企画があったが、文庫本の出版権を持つ新潮社が角川文庫でも出版することを認めなかったために企画が流れている。これらに先立ち1977年にも番組制作会社のC.A.Lからテレビドラマ化の打診があったというが、筒井は七瀬シリーズとしており本作か他作品かは不明。